# بیشاپ (دژ)
بیشاپ (انگلیسی: Bishop's Castle, Glasgow) قلعه‌ای است در گلاسکو واقع در اسکاتلند.